# Richard Montagu
Richard Montagu (ou Mountague), né en 1577 et mort le 13 avril 1641, est un clerc et prélat anglais.

## Premières années
Montagu est né entre Noël 1577 et l'épiphanie, à Dorney, dans le Buckinghamshire, où son père Laurence Mountague est vicaire. Il fait ses études au Collège d'Eton. Il est élu, et admis le 24 août 1594, à une bourse d'études au King's College, à Cambridge. Son nom apparaît dans la liste des fellow entre la Saint-Jean Baptiste et la Fête des Archanges de l'année 1597. Il obtient son baccaulauréat ès lettres avant le 25 mars 1598, sa maîtrise en 1602, et son Bachelor of Divinity en 1609. Il aide Sir Henry Savile dans le travail littéraire qu'il accompli à Eton, et publie notamment une édition de ses Deux Invectives de Grégoire de Nazianze à l'encontre de Julian dans la presse de la ville en 1610. Il a dû également éditer Basile le Grand, mais ce travail n'a jamais été terminé.
Il reçoit en 1610 comme bénéfice séculaire la parroisse de Wootton Courtney, dans le Somerset; le 29 avril 1613, il est admis fellow d'Eton et la même année, il reçoit le presbytère de Stanford Rivers, dans l'Essex. Le 9 décembre 1616, il est nommé doyen de Hereford, mais il donne ce poste à Oliver Lloyd en échange d'une chanoinerie à Windsor, dans laquelle il s'installe le 6 septembre 1617. Admis archidiacre de Hereford le 15 septembre 1617, il tient aussi le presbytère de Petworth, dans le Sussex, qu'il fait reconstruire, et devient aumônier du roi. Une dérogation du roi Jacques Ier lui permet d'être boursier à Eton tout en conservant ses terres.

## Un écrivain controversé
Après la mort, en 1614, d'Isaac Casaubon, avec qui il avait tenu une correspondance à propos des Exercitationes ad Baronii Annales (texte contre Baronius), le roi pousse Montagu à la publier, ce qui est fait l'année même; et en 1615, le roi lui demande de préparer une réponse à Baronius dans le même esprit. Ce nouveau travail, basé sur des études de patristique et d'antiquité classique, fut apparemment empêché au début par l'archevêque George Abbot, mais il est finalement publié en 1622, sous le titre d'Analecta Ecclesiasticarum Exercitationum. Dans l'épître dédicatoire, adressée au Roi, Montagu affirme que son objectif est de retracer les origines de la foi et du dogme chrétien, et de montrer que la doctrine anglicane découle des "anciennes sources". Le but de Montagu était de soutenir l' Église d'Angleterre contre ses ennemis. Il ne reconnaît pas, par exemple, les églises réformées étrangères comme des branches licites de l'Église. Cependant, il ne finira jamais la tâche qu'il s'était fixé.
En 1621, il écrit Diatribes contre la première partie de la dernière Histoire des dîmes, participant ainsi à une polémique initiée en 1618 par John Selden dans son œuvre Histoire des dîmes, où il affirme qu'elles n'existent pas en vertu du droit divin, mais comme contrat entre le peuple et l'Église. Une controverse à l'encontre d'enseignants catholiques dans sa paroisse fut répondue par Matthew Kellison dans une brochure intitulée Une injonction pour le Nouvel Évangile; il répliqua dans Une injonction pour le Nouvel Évangile? Non. Une nouvelle injonction pour une vieille dinde, écrit en 1624. "L'injonction" originelle contenait quarante-sept propositions attribuées à l'Église d'Angleterre. Montagu n'en garda que huit comme faisant partie de la vraie doctrine, séparant ainsi à nouveau les anglicans en deux camps séparés. Il publie également un ouvrage réfutant Marco Antonio de Dominis qui accusait Montagu d'accepter la prière d'anges et de saints "en temps de neccésité". Ce texte provoqua un tollé, avec réponse après réponse s'écharpant dans la presse. Deux ministres ecclésiastiques puritains d'Est-Anglie, John Yates et Nathaniel Ward, déposèrent une plainte devant la Chambre des communes contre Montagu pour cet ouvrage, proche, selon eux, de l'arminianisme et des papistes: Ward avait été à l'étranger jusqu'en 1624, et deviendrait quelques années plus tard vicaire de Stondon Massey, à proximité de Stanford Rivers, une paroisse dans l'Essex, ainsi qu'un des partisans de Thomas Hooker contre William Laud,. La Chambre envoya le livre à l'archevêque de Cantorbéry, George Abbot, qui en parla au roi. Mais James lui-même approuvait le travail de Montagu: "Si [l'approuver] signifie être un papiste", aurait-il dit, "alors je suis un papiste". L'affaire continua pourtant de plus belle après la mort du Roi.